# Михайловськ (Шпаковський район)
Миха́йловськ (рос. Михайловськ) — місто у Ставропольському краї. Адміністративний центр Шпаковського району. Місто-супутник Ставрополя.

## Назва
Виникнення назви Михайловське (також Михайлівка, Михайловська) пов'язано з тим, що населений пункт був заснований селянами-однодворцями Михайловського повіту Курської губернії Росії. Згідно з народним переказом, записаним О. І. Твалчрелідзе, походження цього топоніма пояснювалося так: "в одного із тих, хто завідував переселенською справою на Північному Кавказі були діти: син Михайло і доньки Надія і Пелагея; на згадку про них він три суміжних села назвав Михайловським, Надєждинським и Пелагіадським».
У 1963—1998 рр. населений пункт іменувався Шпаковським — в честь героя Громадянської війни Фоми Григоровича Шпака.

## Історія
Місто було засноване 12 вересня 1784 року як село Михайловське (рос. Михайловское), переселенцями зі слободи Великомихайлівської Курської губернії — державними селянами-однодворцями в кількості півтори тисячі осіб.
На 1789 рік село входило в Ставропольський повіт.
1832 року село включено до складу 1-го Ставропольського полку Кавказького лінійного козачого війська, і отримало статус станиці.
30 грудня 1869 року станиця відрахована з Кубанського козачого війська в цивільний стан і отримала статус села державних селян.
Село Михайловське належало до першого стану Ставропольскому повіту Ставропольської губернії.
1918 року на Ставрополлі розпочався процес колективізації, який не набув достатнього розвитку через громадянську війну. Після остаточного встановлення радянської влади в регіоні почали створювати комуни й артілі, організовані колишніми червоноармійцями.
1922 року в Михайловську була створена комуна ім. товарища Калініна, в 1924 року — сільськогосподарське товариство «Пролетарий».
1 липня 1937 року село Михайловське стало центром Михайловського району.
1 лютого 1963 року Михайловський район було скасовано з передачею його території укрупненому Шпаковському сільському району. До складу останнього також увійшла частина території скасованого Труновського району. Центр Шпаковського району було перенесено в село Михайловське.
З 5 червня 1963 року село перейменували в Шпаковське.
1998 року Шпаковське було перейменовано в Михайловськ і стало містом, а Шпаковська сільрада була перетворена на міське поселення місто Михайловськ. Постановою Уряду Російської Федерації від 15 травня 1999 року місту присвоєно найменування Михайловськ. .
У 2013—2017 рр. було побудовано автоскладальний завод «Ставрополь-Авто».
До 16 березня 2020 року місто було адміністративним центром скасованого міського поселення місто Михайловськ.

## Освіта
Дитячі садки
- Дитячий садок № 1[21]
- Дитячий садок № 2[22]
- Дитячий садок № 3[23]
- Дитячий садок № 4[24]
- Дитячий садок № 6[25]
- Дитячий садок № 15[26]
- Дитячий садок № 17. Відкритий 2 лютого 1987 року як сад-ясла «Жемчужинка» заводу «Цитрон»[27]
- Дитячий садок № 20[28]. Открыт 1 октября 1971 року як сад-ясла № 20 «Колокольчик»[29]
- Дитячий садок № 25[30]
- Дитячий садок № 27[31]
- Дитячий садок № 28[32]
- Дитячий садок № 29[33]. Відкритий 1 квітня 1979 року[34]
- Дитячий садок № 30[35]
- Дитячий садок № 31. Відкритий 28 червня 2018 року
- Дитячий садок № 34. Відкритий 14 лютого 2020 року[36]
- Дитячий садок № 35. Відкритий 4 лютого 2020 року[37]
- Дитячий садок № 36. Відкритий в квітні 2023 року[38]

Школи
- Середня загальноосвітня школа № 1[39]
- Ліцей № 2[40]
- Свято Миколаївська навчальна школа
- Середня загальноосвітня школа № 3[41]. Открыта 1 сентября 1980 года[42]
- Середня загальноосвітня школа № 4[43]
- Середня загальноосвітня школа № 5[44]
- Середня загальноосвітня школа № 20
- Середня загальноосвітня школа № 23
- Навчальна загальноосвітня школа № 24[45]
- Середня загальноосвітня школа № 25
- Середня загальноосвітня школа № 30[46]
- Середня загальноосвітня школа № 31

Додаткова освіта
- Дитячий технопарк «Кванториум Ставрополь»
- Дитяча музикальна школа[47]
- Дитяча художня школа[48]
- Дитячо-юнацька спортивна школа[49]
- Дитячо-юнацький центр «Типчак»[50]
- Станція юних натуралістів[51]
- Дитячий екологічний центр
- Станція юних туристів[52]
- Центр дитячої творчості[53]
- Професійний ліцей імені козачого генерала С. С. Миколаєва[54]

## Економіка
- комбінат будівельних матеріалів
- Транспортне підприємство
- МихайлівськОптТорг
- завод автодеталей «Цитрон»
- ЗЮТЕК-Ставрополь
- комбінат з переробки птиці
- племінний завод
- Ставропольський цегельний завод Luxel
- автоскладальний завод «Ставрополь-Авто», потужністю до 100 тисяч автомобілів на рік[55][56] (запущено у лютому 2018 року, у січні 2019 року виробництво було зупинено[57]).

## Транспорт
У межах міста знаходиться вантажно-пасажирська вузлова станція Палагіада. Найближчі вузлові станції за трьома напрямками: Кавказька — 138 км, Ставрополь — 16 км, Світлоград — 84 км..

## Культура
Культурний паспорт міста Михайловська.
ЗМІ
- Михайловське телебачення[60]
- Газета «Михайловские вести»[61]
- Газета «ПРЕССА ГОРОДА» (PRessa ГОРОДА)

## Спорт
- Футбольна команда «Вітязь» (рос. Витязь). Чемпіон Ставропольского краю по футболу 1997 і 1998 років[62]

## Люди, пов'язані з містом
- Кулешин В. М. — Герой Соціалістичної Праці[4]
- Маляров Володимир Костянтинович (1946) — письменник, автор книжок «Не сторонні мені люди» (1981), «Перехрестя», (1982), «Клопоти» (1985), «Час вибору» (1988), «Побажай їм благо, Господи» (1996), «Мені юність махає здалеку» (2001). Проживає в Михайловську[63]
- Завгородній Микола Георгійович (1.01.1914, Ставропольська губернія — 9.09.1995, Шпаковське) — краєзнавець, почесний громадянин Михайловська, засновник місцевого історико-краєзнавчого музею[64].

## Пам'ятники
- Пам'ятник герою громадянської війни Ф. Г. Шпаку. 1966 рік[65]
- Меморіальний комплекс «Вогонь вічної слави». 1974 рік[66]. При ньому дитячо-юнацький центр «Пост № 1». Відкрито 8 травня 1975 року як піонерсько-комсомольський Пост Пам'яті[42]
- У травні 2019 року в Адміральському парку відкрито пам'ятник морякам-підводникам героїчного підводного човна «С-13»[67].
- Меморіал Пам'яті воїнам, полеглим і зниклим безвісти на фронтах Великої Вітчизняної війни. Відкрито 15 квітня 2023 року[68]
- Бюст Степана Миколаєва. Відкрито у 2024 році[69]
- Бюст Василя Маргелова[69]